# Brunel University
Die Brunel University, seit 2014 offiziell Brunel University London, ist eine staatliche Universität in Uxbridge, einem  Stadtbezirk von London. Sie ist Teil der University of London, einem Verbund aus 17 Hochschulinstitutionen, und nach dem viktorianischen Ingenieur Isambard Kingdom Brunel benannt.

## Geschichte
Die Universität wurde im Jahre 1966 durch Royal Charter etabliert. Die Gründungsgeschichte der Colleges, die in der Universität aufgegangen sind, reicht bis ins Jahr 1928. Brunel ist eine der wenigen echten Campus-Universitäten in der britischen Hauptstadt und hat in den letzten Jahren nach Angaben der Tageszeitung The Guardian 250 Millionen Britische Pfund in neue Gebäude sowie die Zentralisierung der Institute investiert. Der starke Ausbau der Forschung in den vergangenen Jahren hat allerdings auch für Kritik an der Personalpolitik der Hochschule gesorgt.
Der Guardian University Guide von 2010 bezeichnet die Strategie der Hochschule als erfolgreich, „akademische Exzellenz mit dem praktischen, unternehmerischen und visionären Ansatz“ im Sinne ihres Namenspatrons zu verbinden und hebt unter anderem die kosmopolitische Atmosphäre mit Studenten aus mehr als 110 Nationen hervor.
Seit dem 1. Oktober 2024 gehört die Brunel University London zur University of London, einem Hochschulverbund aus 17 unabhängigen Hochschulinstitutionen.

## Zahlen zu den Studierenden
Von den 16.152 Studierenden 2020/2021 kamen 899 aus China, 730 aus Indien und 292 aus Pakistan.
Im akademischen Jahr 2019/2020 waren 15.520 Studenten eingeschrieben, von denen sich 7.235 weiblich (46,6 %) und 8.250 männlich (53,2 %) nannten. 10.740 Studierende kamen aus England, 25 aus Schottland, 115 aus Wales, 10 aus Nordirland, 880 aus der EU und 3.720 aus dem Nicht-EU-Ausland. 11.460 der Studierenden (73,8 %) strebten 2019/2020 ihren ersten Studienabschluss an, sie waren also undergraduates. 4.060 (26,2 %) arbeiteten auf einen weiteren Abschluss hin, sie waren postgraduates. Davon waren 555 in der Forschung tätig.
Im akademischen Jahr 2018/2019 waren 14.760 Studierende eingeschrieben gewesen, von denen 6.810 weiblich und 7.980 männlich waren.

## Akademische Einheiten

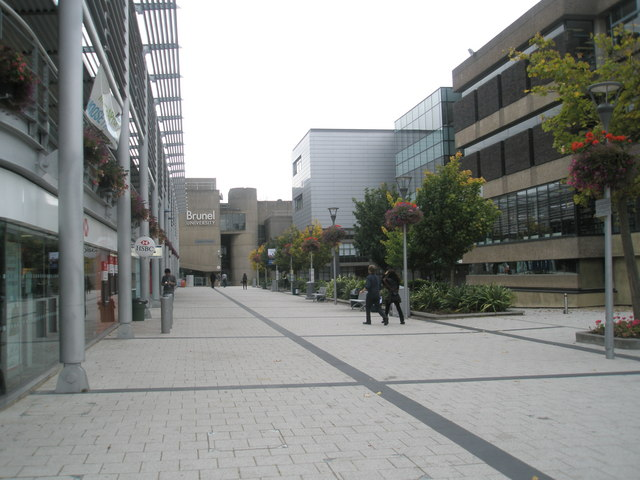
Bild eines Teils des Campus der Brunel University

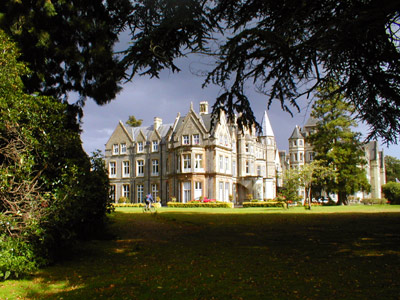
Der 2007 im Rahmen der Zentralisierung der Institute veräußerte zweite Brunel-Campus (Runnymede Campus)

Die Universität ist in drei Colleges eingeteilt:
- Wirtschaft, Künste und Sozialwissenschaften (College of Business, Arts and Social Sciences)
  - Anthropology
  - Business School
  - Communications and Media Studies
  - Creative Writing
  - Economics and Finance
  - Education
  - English
  - Film and Television Studies
  - Games Design
  - History
  - Journalism
  - Law
  - Music
  - Politics and International Relations
  - Sociology
  - Theatre

Global Challenges
- Ingenieurwesen, Design und Naturwissenschaften (College of Engineering, Design and Physical Sciences)
  - Aerospace Engineering
  - Chemical Engineering
  - Civil Engineering
  - Computer Science
  - Design
  - Digital Media
  - Electronic and Electrical Engineering
  - Flood and Coastal Engineering
  - Mathematics
  - Mechanical Engineering
- Gesundheit, Medizin und Biowissenschaften (College of Health, Medicine and Life Sciences)
  - Advanced Clinical Practice
  - Biomedical Sciences
  - Environmental Sciences
  - Life Sciences
  - Medical School
  - Occupational Therapy
  - Physician Associate
  - Physiotherapy
  - Psychology
  - Public Health and Health Promotion
  - Social Work
  - Specialist Community Public Health Nursing
  - Sport, Health & Exercise Sciences

## Rankings
Brunel wird zu den führenden Universitäten in London gezählt. Im Sunday Times University Guide von 2012 belegt die Hochschule Rang 39 und liegt damit im oberen Drittel der britischen Universitäten. Im Complete University Guide 2013 belegt sie Rang 41. Im offiziellen britischen Forschungsranking Research Assessment Exercise (RAE) wird die Brunel-Universität im oberen Viertel der Hochschulen gelistet. 82 Prozent der Wissenschaftler arbeiten laut RAE auf internationalem Level. Im Sektor Early Carreer Researchers hat die Brunel-Universität eine führende Position.

## Trivia
Das im Baustil des Brutalismus errichtete Hörsaalzentrum der Universität diente als Kulisse für die Ludovico Medical Facility in Stanley Kubricks Film Uhrwerk Orange.